# Apicultor

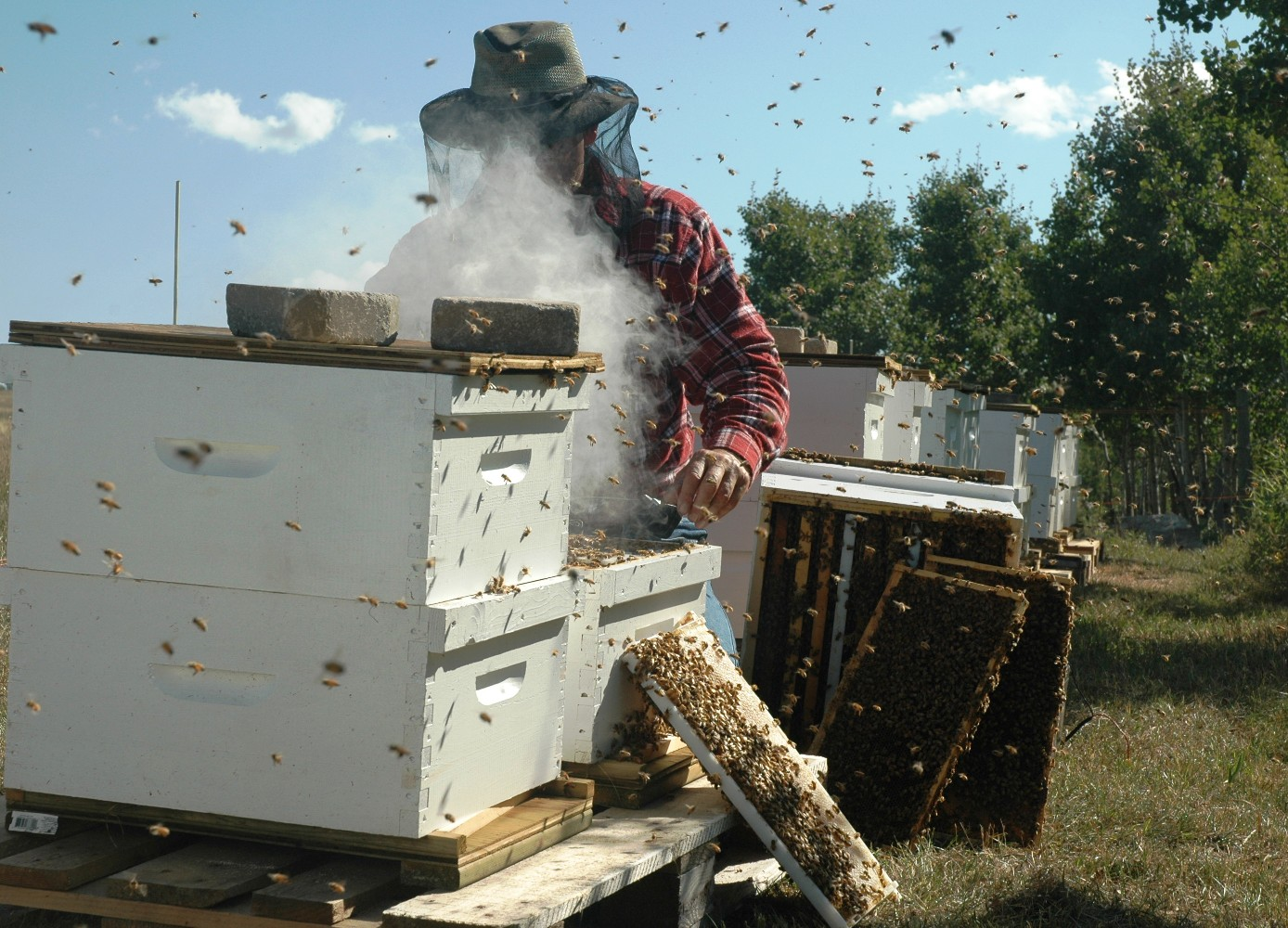
Un apicultor comercial trabajando en un colmenar.

Un apicultor es una persona que cuida y mantiene a las abejas melíferas con el propósito de obtener de ellas los beneficios que pueden brindar, siendo el principal de estos la polinización, además de la clásica y ampliamente conocida, producción de la miel, la obtención de polen, cera, jalea real y veneno (apitoxina).
Otra actividad del apicultor, es la crianza de reinas y abejas para venta a otros granjeros; y/o para satisfacer su curiosidad científica por la naturaleza. Un apicultor puede serlo por afición o como actividad profesional

## Definición

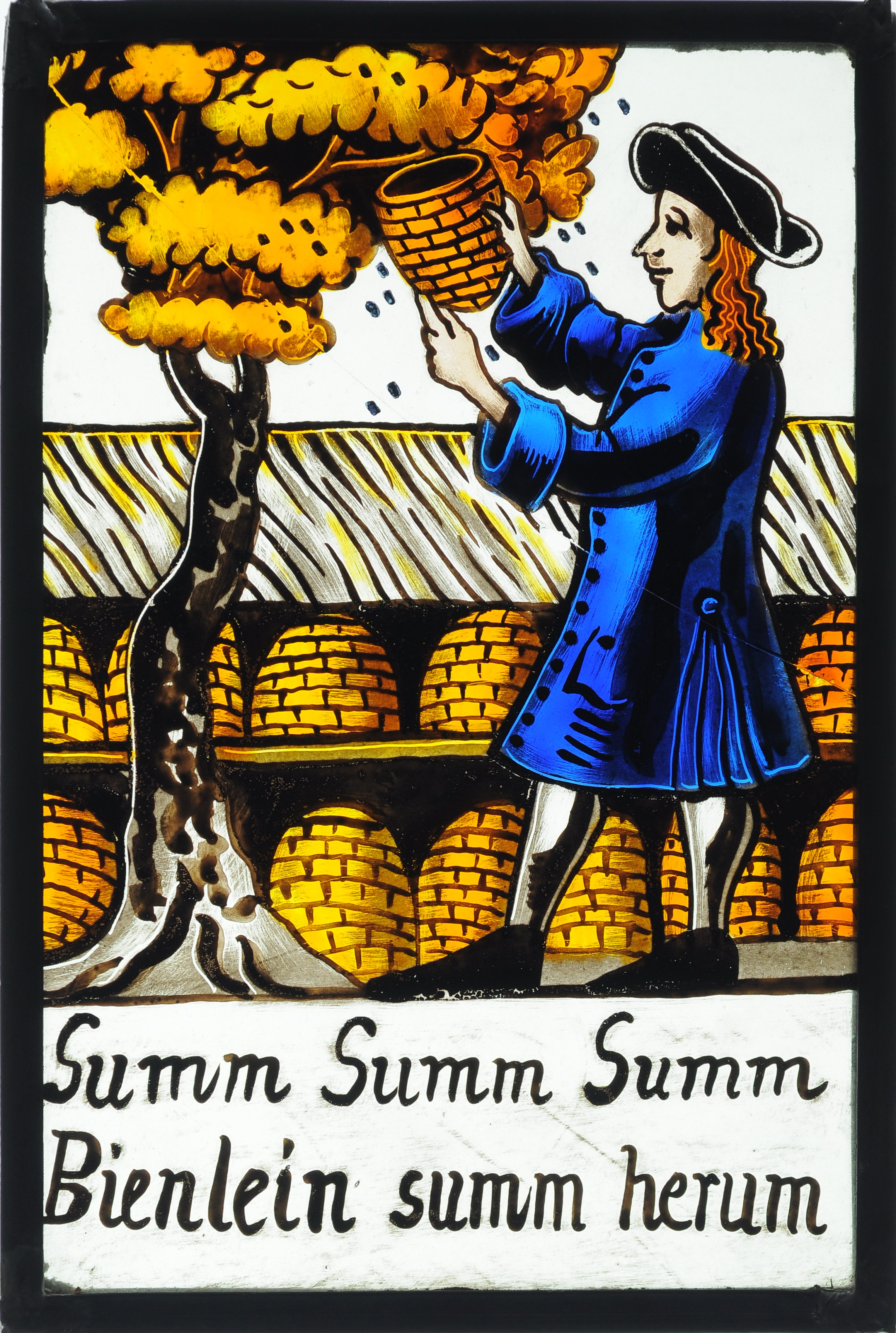
Colmenero representado en un vitral antiguo.

El término apicultor, hace referencia a la persona que mantiene a las abejas en colmenas, cajas u otros receptáculos. Las abejas de la miel no están domesticadas y el apicultor no controla a las criaturas. El apicultor tiene las colmenas y las cajas, así como el material asociado, y las abejas son libres de enjambrarse y forrajear cuando quieran, pero normalmente vuelven a la colmena del apicultor mientras esta constituya un refugio oscuro y limpio.

## Clasificación de los apicultores

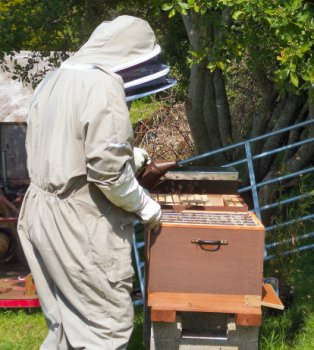
Dos apicultores en Cornwall, Reino Unido, controlando sus colmenas y usando un ahumador.

La mayoría de los apicultores lo son por afición. Normalmente solo tienen o trabajan con unas pocas colmenas. Su atracción principal es su interés por la ecología y las ciencias naturales. La miel es un subproducto de ese entretenimiento. Como normalmente se requiere una inversión significativa para establecer un pequeño colmenar y docenas de horas de trabajo con el equipamiento de las colmenas y de la miel, la apicultura como entretenimiento no suele ser rentable fuera de Europa, donde la falta de productos apícolas orgánicos a veces causa la pujante demanda de la miel producida en privado.
La apicultura como negocio secundario intenta sacar provecho de mantener a las abejas, pero se apoya en otra fuente de ingresos. Estos apicultores suelen operar con unas 300 colonias de abejas, produciendo de 10 a 20 toneladas métricas de miel cada año que valen unas decenas de miles de dólares.
La apicultura comercial controla cientos o miles de colonias de abejas. Las más extensas tienen y operan con unas 50 000 colonias de abejas y producen millones de libras de miel. Los mayores apicultores comerciales probablemente son Petro Prokopovych de Ucrania, funcionando con 6600 colonias ya a principios del siglo XIX. Moses Quinby fue el primer apicultor comercial en EE. UU., con 1200 colonias en 1840. Más tarde, Jim Powers de Idaho, EE. UU., mantuvo 30 000 colmenas productoras de miel. Miel Carlota, llevada por los socios Arturo Wulfrath y Juan Speck de México, mantuvo al menos 50 000 colmenas desde 1920 a 1960. Hoy en día, Adee Honey Farm en Dakota del Sur, EE. UU., con 80 000 colonias y Scandia Honey Company en Alberta, Canadá, con 15 000 colonias, son las empresas más grandes de apicultura. A nivel mundial, los apicultores comerciales suman alrededor del 5% de los individuos con abejas, pero producen alrededor del 60% de la cosecha de miel del mundo.

## Materiales y herramientas del apicultor
Entre los materiales usados por el apicultor además de las colmenas destacan el ahumador, usado para ahuyentar a las abejas, el desabejador, un tipo de cepillos para retirar suavemente las abejas de los paneles, el extractor de miel, y el cuchillo desoperculador.

## Tipos de apicultores

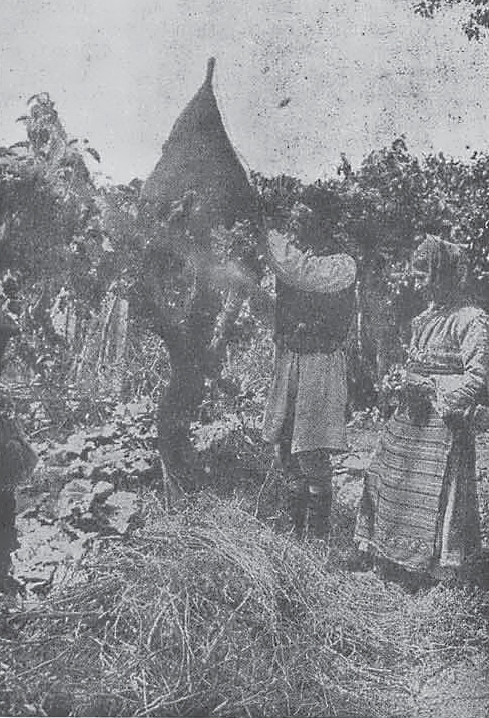
Apicultores de Macedonia, de principios del siglo XX

La mayoría de los apicultores producen materia prima para vender. La miel es la más valiosa, por lo que los productores intentan mantener a las colonias de abejas más fuertes en áreas con fuentes de néctar densas. Producen y venden miel líquida, extraída, y a veces, panal.
Los apicultores pueden vender estas materias primas de manera independiente o mediante cooperativas o distribuidoras. La cera, el polen, la jalea real y el propóleo pueden ser a su vez una significante fuente de ingresos. Los apicultores taiwaneses, por ejemplo, exportan toneladas de jalea real, el suplemento alimenticio altamente nutriente con el que se alimenta a la abeja reina. Algunos apicultores modernos mantienen a sus colmenas únicamente por la producción de cera. Esta se recoge a la vez que la miel y se separa para su posterior venta.

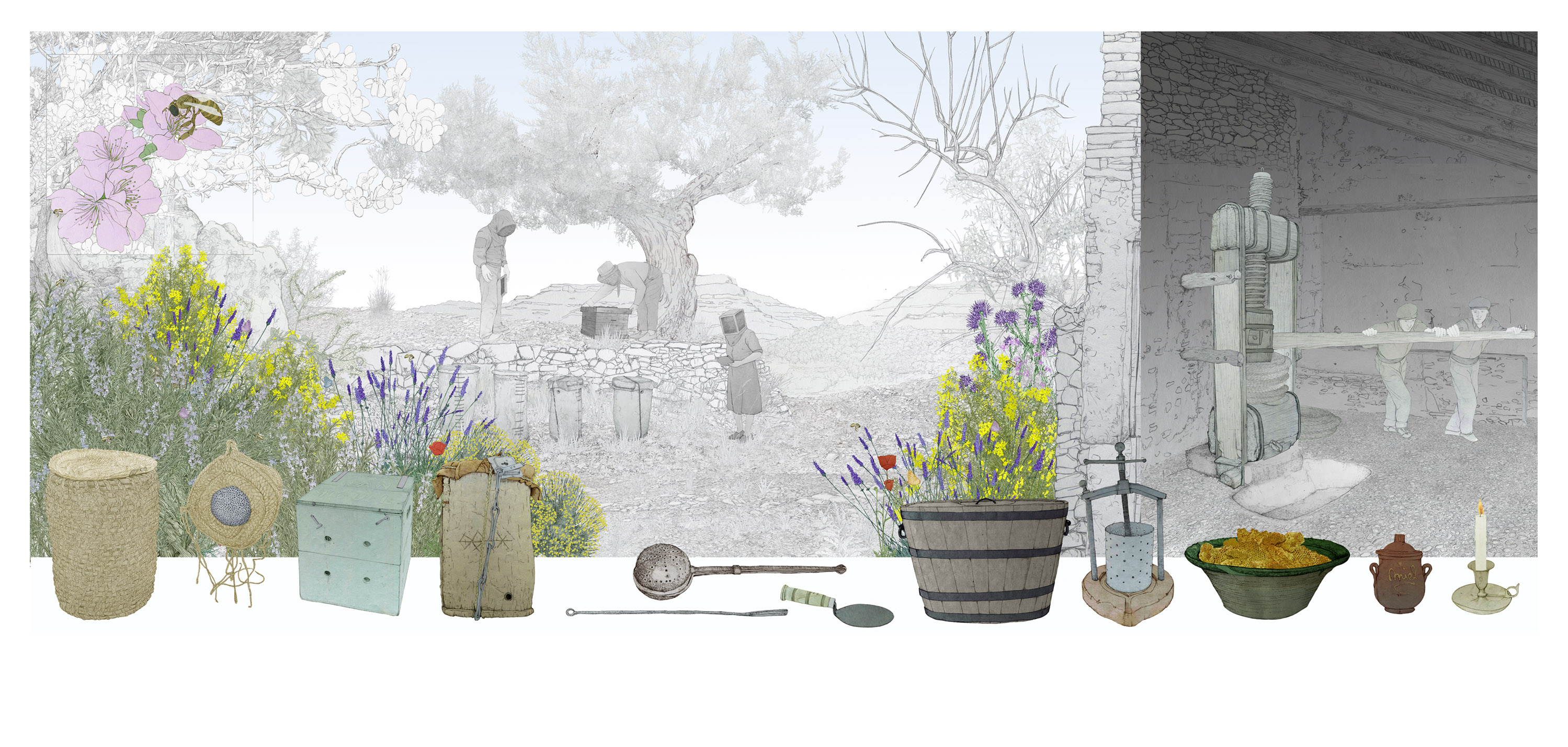
Imagen sobre la miel y su producción. Ilustraciones de Andrés Marín Jarque para la exposición permanente "Secà i Muntanya" del Museo Valenciano de Etnología.

Algunos apicultores proveen de un "servicio de polinización" a otros granjeros. Este tipo de apicultores no producen miel para vender, mueven las colmentas por las noches para que árboles frutales y otras plantas tengan suficientes insectos polinizadores y así conseguir mayores niveles de producción.
Los criadores de reinas son colmeneros especialistas en criar abejas reinas para otros apicultores. Los criadores mantienen una selección con cualidades superiores y tienden a criar a sus abejas en regiones con primaveras tempranas. Estos apicultores suelen proveer de abejas extra a los colmeneros (productores de miel, polinizadores o apicultores aficionados) que quieran empezar nuevas operaciones o expandir sus granjas. Usan diversos métodos para la crianza de reinas, en algunos se manipula directamente las larvas y hay otros métodos como el Sistema Karl   Jenter Kit o algunas copias a partir de este donde no se manipula las larvas sino sólo las celdas plásticas donde puso sus huevos la reina.

## Apicultores destacados
- Charles Dadant
- Jiří Dienstbier
- Jan Dzierżon
- Edmund Hillary
- Robert A. Holekamp
- Lorenzo Langstroth
- Gregor Mendel
- Paul Theroux[6]
- Bill Turnbull
- Steve Vai[7]
- Bob Maguire